# Крамаренко, Лала Дмитриевна
Ла́ла Дми́триевна Крамаре́нко (6 декабря 2004, Москва, Россия) — российская художественная гимнастка, Заслуженный мастер спорта России ,член сборной команды России, чемпионка России 2024, трёхкратная чемпионка мира среди юниоров, чемпионка Европы в командном зачёте 2021.Перенесла операцию на колено.

## Биография
Лала Крамаренко родилась 6 декабря 2004 года в Москве в спортивной семье. Её отец — известный азербайджанский футбольный вратарь Дмитрий Крамаренко, ныне тренер вратарей московского ЦСКА, мать Ирина занималась биатлоном. Дедушка по отцовской линии — советский вратарь и тренер Сергей Крамаренко.
У неё есть сестра-близнец Диана. Начала заниматься художественной гимнастикой одновременно с сестрой.

## Спортивная карьера
В 2016 году победила в индивидуальном многоборье на первенстве России среди девочек 11—12 лет (по программе I разряда), в 2017—2019 годах трижды подряд побеждала уже среди юниорок (13—15 лет, КМС).
В 2017 году Лала Крамаренко завоевала золото в многоборье на Первенстве России среди юниоров 2017 года в Казани. Она дебютировала на своём первом юниорском Гран-при в Москве, где выиграла золото в многоборье.
Следующее соревнование состоялось на Международном турнире в Лиссабоне, где она завоевала 4 золотые медали в многоборье, обруче, мяче и булавами. Затем Лала выиграла золото в многоборье на юниорском Гран-при Марбельи, а также командное золото. 5-7 мая участвовала в чемпионате мира среди юниоров 2017 года в Софии и выиграла золото в многоборье, а также завоевала золотые медали во всех 4 финалах (обруче, мяче, булавами и ленте).
12-14 октября соревновалась с новыми программами в рамках подготовки к сезону 2018 года на «Надежде России 2017», где заняла 4-е место в многоборье, уступив Полине Шматко.
4-6 ноября завоевала золото в многоборье на ежегодных «Российско-китайских юношеских играх». Она прошла во все 4 финала соревнований: выиграла бронзу в финале обруча и ленты, серебро на булавах и заняла 9-е место в упражнении с мячом.
2-4 февраля 2018 года Крамаренко на первенстве России среди юниоров 2018 года, выиграла многоборье. Она также завоевала 3 золотые медали (в команде, с мячом и лентой) на чемпионате Европы среди юниоров в Гвадалахаре, Испания.
Летом 2019 года на первом в истории чемпионате мира среди юниорок завоевала три золота: в упражнении с мячом (21.525), с булавами (20.750) и в командном первенстве.
В 2020 году на этапе Гран-при Москвы завоевала бронзу в индивидуальном многоборье с результатом 89,100 и в упражнении с мячом с результатом 22,350.
На чемпионате России в индивидуальном многоборье выиграла серебро с результатом 93,700 балла.
На втором этапе Гран-при в эстонском Тарту завоевала серебро в индивидуальном многоборье с результатом 94,850, в упражнении с булавами (23,000) и лентой (20,550).
На чемпионате России 2021 гожа в многоборье завоевала серебро с результатом 108.90.
В мае в Баку участвовала в своем первом взрослом чемпионате мира, выиграв серебро в обруче, бронзу в булавах и бронзу в многоборье, уступив Боряне Калейн. В июне Крамаренко участвовала в чемпионате Европы 2021 года в Варне, Болгария, заняв 5-е место в финале с обручем и выиграв командное золото с Диной и Ариной Авериными. В июле она участвовала в Minsk World Cup Challenge 2021 года, завоевав золото в ленте, бронзу в обруче и серебро в мяче, булавах и многоборье, уступив Алине Горносько и опередив Анастасию Салос. Она также участвовала в турнире Moscow World Cup Challenge 2021 года, заменив Арину Аверину из-за травмы, выиграв серебро во всех видах и многоборье, позади Дины Авериной и впереди Екатерины Ведееневой. Ирина Винер выбрала Крамаренко вместе с Екатериной Селезневой и Дарьей Трубниковой спортсменами олимпийского резерва для Олимпийских игр 2021 года в Токио.
В сентябре участвовала в Гран-при Брно, где выиграла полное золото, опередив Дарью Трубникову и Ирину Анненкову, а также выиграла золото в финале с мячом и булавой, серебро в финале с обручем и бронзу в финале с лентой. Также в начале октября она участвовала в Московском олимпийском кубке. В середине октября она участвовала в Гран-при Марбельи, также завоевав полное золото, опередив Викторию Оноприенко и Анастасию Симакову в финалах снарядов, она выиграла 3 золота и серебро в клубном финале. Она снова была выбрана в качестве резерва сестер Авериных, на этот раз для чемпионата мира 2021 года в Китакюсю, Япония, который проходил в конце октября. На Международном городском турнире в Барселоне она взяла полное золото перед Дарьей Трубниковой и Александрой Аджджикулезе.
Крамаренко начала сезон 2022 года, участвуя в Гран-при Москвы, где она выиграла серебро в многоборье, уступив коллеге по команде из России Дине Авериной и опередив Арину Аверину. Она также выиграла золото в финале с мячом и булавами и серебро в финале с лентой.
В июне 2022 Лала Крамаренко победила в многоборье на «Кубке сильнейших», выступив по новым правилам Всероссийской федерации художественной гимнастики, набрав по итогам многоборья 156,15 балла.
В ноябре 2022 победила во всех 5 дисциплинах в финале Кубка России 2022 по художественной гимнастике в Санкт-Петербурге с результатом 163,60. Стала главной звездой финала с булавами. Она решила использовать светящиеся предметы, которые меняют цвет по ходу упражнения. Гимнастка допустила одну потерю, но это не помешало ей занять первое место и получить оценку 41,15.
На международном турнире по художественной гимнастике в Абу-Даби Лала выиграла индивидуальное многоборье с результатом 138,05.
В декабре 2022 победила на международном турнире «Небесная Грация» 2022, в сумме за пять упражнений она получила от судей 206,80 балла. Программа многоборья включала в себя скакалку, обруч, мяч, булавы и ленту.
20 ноября 2024 года стала лауреатом Национальной спортивной премии в номинации «Гордость России: спортсменка года».

## Программы
| Year | Apparatus  | Music title                                                                        |
| ---- | ---------- | ---------------------------------------------------------------------------------- |
| 2022 | Обруч      | No. 14 Pas De Deux: Intrada-Variation I/II-Coda — П. И. Чайковский                 |
| 2022 | Мяч        | Ne Me Quitte Pas — Сильви Вартан                                                   |
| 2022 | Булавы (1) | Şımarık — Таркан                                                                   |
| 2022 | Булавы (2) | The Queen of Spades — П. И. Чайковский                                             |
| 2022 | Лента      | Sway — Chico & the Gypsies                                                         |
| 2022 | Лента (2)  | Mambo                                                                              |
| 2021 | Обруч (1)  | Symphony No.4 In F Minor, Op. 36: IV. Finale-Allegro Con Fueoco — П. И. Чайковский |
| 2021 | Обруч(2)   | Вальс № 2 — Андре Рьё                                                              |
| 2021 | Мяч        | Палсо была влюбляться — Рада Волшанинова                                           |
| 2021 | Булавы     | Night On Disco Mountain — Дэвид Шайр                                               |
| 2021 | Лента      | Act 1 — Appearance Of Kitri / Act 1 — Variation: Kitri — Людвиг Минкус             |
| 2020 | Обруч (1)  | Rasputin/Rocking Son/Moskau — Dschinghis Khan                                      |
| 2020 | Обруч (2)  | Symphony No.4 In F Minor, Op. 36: IV. Finale-Allegro Con Fueoco — П. И. Чайковский |
| 2020 | Мяч (1)    | El Porompompero — Chico & The Gypsies                                              |
| 2020 | Мяч (2)    | Палсо была влюбляться — Рада Волшанинова                                           |
| 2020 | Булавы     | Night On Disco Mountain — Дэвид Шайр                                               |
| 2020 | Лента (1)  | Bumble Bee Boogie — Роберт Уэллс                                                   |
| 2020 | Лента (2)  | Act 1 — Appearance Of Kitri / Act 1 — Variation: Kitri — Людвиг Минкус             |
| 2019 | Мяч        | Сиртаки — D. Moutsis                                                               |
| 2019 | Булавы     | Очи чёрные — Радмила Караклаич                                                     |
| 2019 | Лента      |                                                                                    |
| 2018 | Обруч      | Цыганская — Марина Девятова                                                        |
| 2018 | Мяч        | Vivire Paraty — Los Niños de Sara                                                  |
| 2018 | Булавы     | Lament To Birch Bark — Квартет «Московская балалайка»                              |
| 2018 | Лента      | Unknown remix, Give It Up (The Good Men song) — The Good Men                       |
| 2017 | Обруч      | Snakefood — Safri Duo                                                              |
| 2017 | Мяч        | Don Quixote: Quiteria(Kitri) Enters — Найден Тодоров                               |
| 2017 | Булавы     | Caucasian Dances (folk)                                                            |
| 2017 | Лента      | Unknown remix, Give It Up (The Good Men song) — The Good Men                       |
| 2017 | Gala       | I Will Wait for You из фильма «Шербурские зонтики» — Мишель Легран                 |

## Спортивные достижения
| Взрослые              | Взрослые | Взрослые   | Взрослые | Взрослые | Взрослые | Взрослые | Взрослые | Взрослые |
| Год                   | Турнир | Многоборье | Команда  | Обруч    | Мяч      | Булавы   | Лента    |          |
| --------------------- | --- | ---------- | -------- | -------- | -------- | -------- | -------- | -------- |
| 2021                  | Кубок мира Москва | 2-е        |          | 2-е      | 2-е      | 2-е      | 2-е      |          |
| 2021                  | Кубок мира Минск | 2-е        |          | 3-е      | 2-е      | 2-е      | 1-е      |          |
| 2021                  | Чемпионат Европы |            | 1-е      | 5-е      |          |          |          |          |
| 2021                  | Кубок мира Баку | 3-е        |          | 2-е      | 4-е      | 3-е      | 13-е (Q) |          |
| 2021                  | Гран-при Москва | 3-е        |          | 4-е (Q)  | 3-е (Q)  | 3-е (Q)  | 3-е (Q)  |          |
| 2020                  | Гран-при Тарту | 2-е        |          |          |          | 2-е      | 2-е      |          |
| 2020                  | Гран-при Москва | 3-е        |          |          | 3-е      |          |          |          |
| Национальные          | |            |          |          |          |          |          |          |
| Год                   | Турнир | Многоборье | Команда  | Обруч    | Мяч      | Булавы   | Лента    |          |
| 2020                  | Чемпионат России | 2-е        |          |          |          |          |          |          |
| Международные: Юниоры | |            |          |          |          |          |          |          |
| Год                   | Турнир | Многоборье | Команда  | Обруч    | Мяч      | Булавы   | Лента    |          |
| 2019                  | Чемпионат мира среди юниорок/RG Junior Worlds |            | 1-е      |          | 1-е      | 1-е      |          |          |
| 2018                  | Junior Grand Prix Final | 1-е        |          | 1-е      | 1-е      | 1-е      | 1-е      |          |
| 2018                  | Happy Caravan Cup | 1-е        |          | 1-е      | 1-е      | 1-е      | 1-е      |          |
| 2018                  | Международный турнир в Казани | 2-е (OC)   |          |          |          |          |          |          |
| 2018                  | Чемпионат мира юниорки |            | 1-е      |          | 1-е      |          | 1-е      |          |
| 2018                  | Гран-при Холон |            | 1-е      |          | 2-е (Q)  |          | 1-е      |          |
| 2018                  | Чемпионат Европы «Гвадалахара» 2018 среди юниоров |            | 1-е      |          | 1-е      |          | 1-е      |          |
| 2018                  | Международный турнир «Любляна» 2018 среди юниоров | 1-е        |          | 1-е      | 1-е      | 1-е      | 1-е      |          |
| 2018                  | «Кубок Софии» 2018 среди юниоров |            | 1-е      | 1-е      |          |          |          |          |
| 2018                  | Q = в квалификации (без выступления в финале соревнования из-за ограничения 2-х гимнасток из одной страны или только 8-и с высшим результатом); WR = Мировой рекорд; WD = снялась с состязаний из-за травмы 'OC = вне зачёта (участвовала в соревновании, но баллы не засчитывались) |            |          |          |          |          |          |          |

В 2021 году в честь Лалы Крамаренко был назван и зарегистрирован Международной федерацией гимнастики авторский элемент спортсменки — пируэт с согнутой ногой (англ. pivot with free leg bent 30 degrees).